# Kraberk
Kraberk je naselje v Občini Slovenske Konjice.